# 富士通総研
株式会社富士通総研（ふじつうそうけん、英: FUJITSU RESEARCH INSTITUTE、略称：FRI） は、かつて存在した日本のシンクタンク。富士通グループのシンクタンクとして、公共部門向けに調査研究・コンサルティング事業を展開していた。同系列の富士通研究所とは別組織であった。

## 沿革
- 1986年（昭和61年）6月 - 「富士通システム総研」を設立
- 1990年（平成2年）6月 - コンサルティング部門を創設
- 1992年（平成4年）11月 - 富士通総研フォーラムを開催（以降、毎年11月に開催）
- 1995年（平成7年）6月 - 佐藤至弘 社長就任
- 1996年（平成8年）4月 - 経済研究所を創設
- 1997年（平成9年）
  - 4月 - 経済研究フォーラムを開催（以降、毎年4月・10月に開催）
  - 6月 - 「富士通総研」に社名変更
- 1998年（平成10年）11月 - 福井俊彦 理事長就任
- 2000年（平成12年）6月 - 鳴戸道郎 会長就任
- 2003年（平成15年）6月 - 長谷川展久 社長就任
- 2004年（平成16年）
  - 4月 - 島田晴雄 経済研究所理事長就任
  - 6月 - 高島章 会長就任
- 2007年（平成19年）4月 - 富士通のコンサルティング機能を富士通総研に統合
- 2009年（平成21年）7月 - 野中郁次郎 経済研究所理事長就任
- 2010年（平成22年）
  - 4月 - 伊東千秋 会長就任、佐藤正春 社長就任
- 2012年（平成24年）6月 - 本庄滋明 社長就任
- 2018年（平成30年）4月 - 香川進吾 社長就任
- 2019年（令和元年）6月 - 木脇秀己 社長就任
- 2020年（令和2年）4月 - 民間企業向けコンサルティングサービスを提供していたコンサルタントがRidgelinez株式会社に合流し、公共部門向けコンサルティング・シンクタンク組織として特化。
- 2021年（令和3年）4月 - 林恒雄 社長就任
- 2022年（令和4年）4月 - 石塚康成 社長就任
- 2025年（令和7年）4月 - 富士通へ吸収合併され解散[1]

## 経営理念
4つの経営の視点（顧客本位、独自能力、社会との調和、社員重視）のもと、富士通グループの「知」を結集し、企業価値の向上を追求していた。
富士通株式会社の"パーパス"である「イノベーションによって社会に信頼をもたらし、世界をより持続可能にしていく」を堅持するべく、「国や地域の政策や社会･産業基盤に対し、新たな発想で全体最適を導き出すコンサルティングに特化し、よりよい日本の未来の創造と、最先端の社会創りに貢献する」ことをミッションとしていた。

## 主な研究員等（現職者・出身者）
- 野中郁次郎（元理事長・一橋大学名誉教授）
- 福井俊彦（元理事長・前日本銀行総裁）
- 島田晴雄（前理事長・現慶應義塾大学名誉教授・千葉商科大学学長・元内閣府特命顧問）
- 早川英男（元エグゼクティブ・フェロー・元日本銀行理事）
- 根津利三郎（元エグゼクティブ・フェロー・経済産業研究所理事・OECD鉄鋼委員会議長）
- 安部忠彦（元エグゼクティブ・フェロー・立教大学大学院特任教授）
- 柯隆（元主席研究員）
- 梶山恵司（元主任研究員・前内閣官房国家戦略室内閣審議官）
- 岡本行夫（元特命顧問・外交評論家）
- 木下敏之（元客員研究員・前佐賀市長）
- 高橋洋（元主任研究員）